# Mięsień przeciwstawiacz palca małego (stopa)

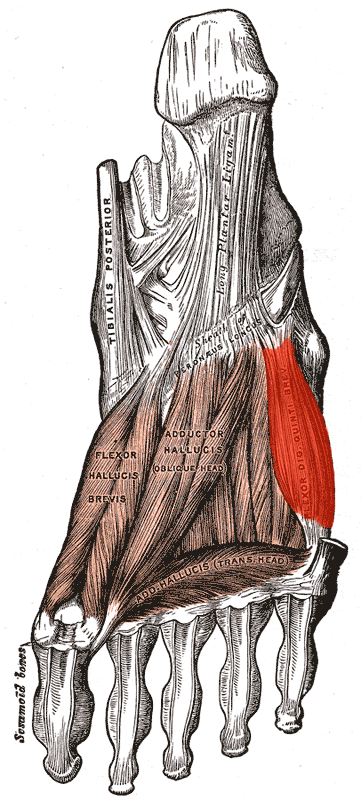
Mięsień zginacz krótki palca małego oznaczony na czerwono. Mięsień przeciwstawiacz palca małego w tym przypadku nie występuje jako samodzielny mięsień.

Mięsień przeciwstawiacz palca małego (łac. musculus opponens digiti minimi) – w anatomii człowieka drobny, spłaszczony mięsień stopy należący do mięśni wyniosłości bocznej, leżący w warstwie trzeciej mięśni podeszwy. Jest to mięsień szczątkowy, niestały i zmienny, zwykle zrośnięty z mięśniem zginaczem krótkim palca małego i wtedy traktowany jako jego część, a nie osobny mięsień. Przyczep początkowy ma na pochewce ścięgna mięśnia strzałkowego długiego i na więzadle podeszwowym długim. Przebiega po bocznym brzegu stopy, na powierzchni podeszwowej V kości śródstopia, przykryty mięśniem odwodzicielem palca małego. Kończy się na bocznej stronie V kości śródstopia.
Unaczyniony jest przez tętnicę podeszwową boczną, a unerwiony przez nerw podeszwowy boczny (S1–2).
Mięsień ten, dzięki przyczepowi do więzadła podeszwowego długiego, wzmacnia podłużne sklepienie stopy.